# نویکلن
نویکولن (به آلمانی: Bezirk Neukölln) یک منطقهٔ مسکونی در آلمان است که در برلین واقع شده‌است. نویکولن ۳۲۲٬۹۳۱ نفر جمعیت دارد.

## خواهرخوانده
شهرهای آندرلشت، لئونبرگ (وورتمبرگ)، پوشکین، بت یام، مارینو، لاتسیو، منطقه همرسمیت و فولام لندن، Ústí nad Orlicí، کلن، بولونی-بیانکور و وتسلار خواهرخوانده‌های نویکولن هستند.